# 上海卷烟厂
上海卷烟厂是一家位於中國上海楊浦區長陽路733号的生产卷烟的卷烟厂，也是上海烟草集团的核心层单位。

## 歷史
1925年3月，英美烟草在韬朋路開設烟厂，這一煙廠又称英美烟草公司三厂1934年9月，颐中烟草股份有限公司成立後，該工廠改称颐中烟三厂。1952年4月，颐中烟公司转让給上海烟草公司後，颐中烟三厂更名为国营上海卷烟二厂。1960年12月，由於上海其他的捲煙廠相機合併，国营上海卷烟二厂更名为上海卷烟厂。1984—1993年期間，上海卷烟厂隶属中国烟草总公司上海市公司管辖。1993年11月，上海卷烟厂劃歸上海烟草集团管轄。